# Lathraena insidiosa
Lathraena insidiosa är en kräftdjursart som beskrevs av Schioedte och Frederik Vilhelm August Meinert 1881. Lathraena insidiosa ingår i släktet Lathraena och familjen Cymothoidae. Inga underarter finns listade i Catalogue of Life.